# Rosetta@home
Pour les articles homonymes, voir Rosetta.

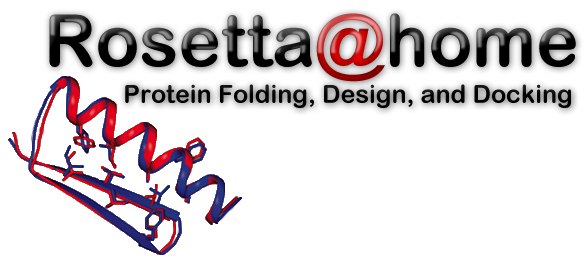
Logo de Rosetta@home.

Rosetta@home est un projet de calcul distribué ouvert le 22 septembre 2005. Son objectif est déterminer la structure de protéines, afin de pouvoir élaborer des traitements contre les principales pathologies humaines. Ce projet est mené par le laboratoire du professeur David Baker de l'université de Washington.
En juillet 2017, le projet a une puissance de calcul de 156 téraFLOPS.

## Logiciel et ordinateurs
Rosetta@home est un projet informatique de calcul distribué qui utilise le système BOINC disponible sur les plates formes Windows, Linux, et Mac OS X. La participation au projet nécessite un ordinateur doté au minimum d'un processeur ayant une fréquence d'horloge de 500 MHz, de 200 Mo d'espace disque disponible, de 512 Mo de mémoire vive et d'une connexion internet.
Le protocole HTTP (port 80) est utilisé pour les communications entre le client BOINC et les serveurs de Rosetta@home à l'Université de Washington. Les échanges de mots de passe se font via le protocole sécurisé HTTPS (port 443). Le contrôle du client BOINC se fait par les ports 31416 et 1043. Les unités de travail (ou workunits dans le vocabulaire de BOINC désignant une unité de travail confiée à un client) contenant les données des protéines assignées sont distribués aux clients depuis un serveur situé dans le laboratoire Baker d'Université de Washington. Les clients calculent ensuite séparément les prédictions des protéines qui leur sont assignées. Afin d'éviter que la même protéine soit assignée à plusieurs clients différents, chaque unité de travail, ou workunit, possède un identifiant généré aléatoirement.

## La recherche liée aux maladies
Outre la recherche dans le calcul de méthodes fondamentales, Rosetta@home est directement liée à la recherche contre certaines maladies :
- Malaria ;
- Anthrax ;
- HIV ;
- Maladie d'Alzheimer ;
- Cancer :
  - Cancer de la prostate,
- et d'autres virus.

## Résultats
Le 2 novembre 2010, des chercheurs publient un article s'appuyant sur les calculs de Rosetta@home dans Journal of Molecular Biology. Ils indiquent avoir découvert un état fonctionnel pertinent.

## Foldit
En mai 2008 les utilisateurs de Rosetta@home suggèrent une version interactive du programme de calcul distribué, le laboratoire Baker propose le jeu vidéo expérimental Foldit, basé sur le programme Rosetta@home. Foldit utilise les algorithmes de ce dernier, notamment pour le calcul d'énergie des protéines. De nombreux puzzles proposés aux joueurs de Foldit sont issus de prévisions calculées par Rosetta@home.